# Benno Hübel
Curt Benno Hübel (* 10. April 1876 in Dresden; † 22. August 1926 daselbst) war ein deutscher Architekt bzw. Baumeister und Bauunternehmer in Dresden, von dessen Bauten heute einige unter Denkmalschutz stehen.

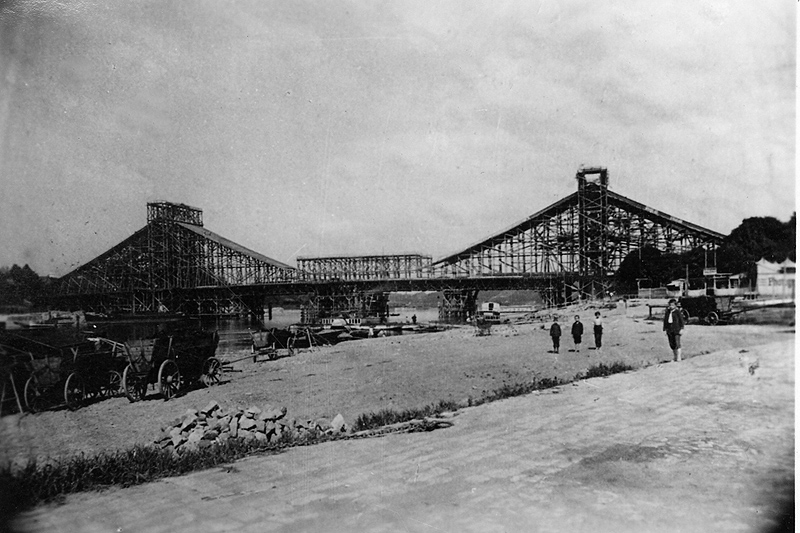
„Blaues Wunder“ während des Baus 1893, Foto von August Kotzsch

## Leben und Wirken
Er war der Sohn des Staatsbahnbeamten Arwed Benno Hübel und dessen Ehefrau Anna Marie Wilhelmine geb. Vogel. Über Hübels Ausbildung sind kaum Einzelheiten bekannt; als 16-Jähriger arbeitete er nahe Dresden auf der Baustelle der Brücke Blaues Wunder.

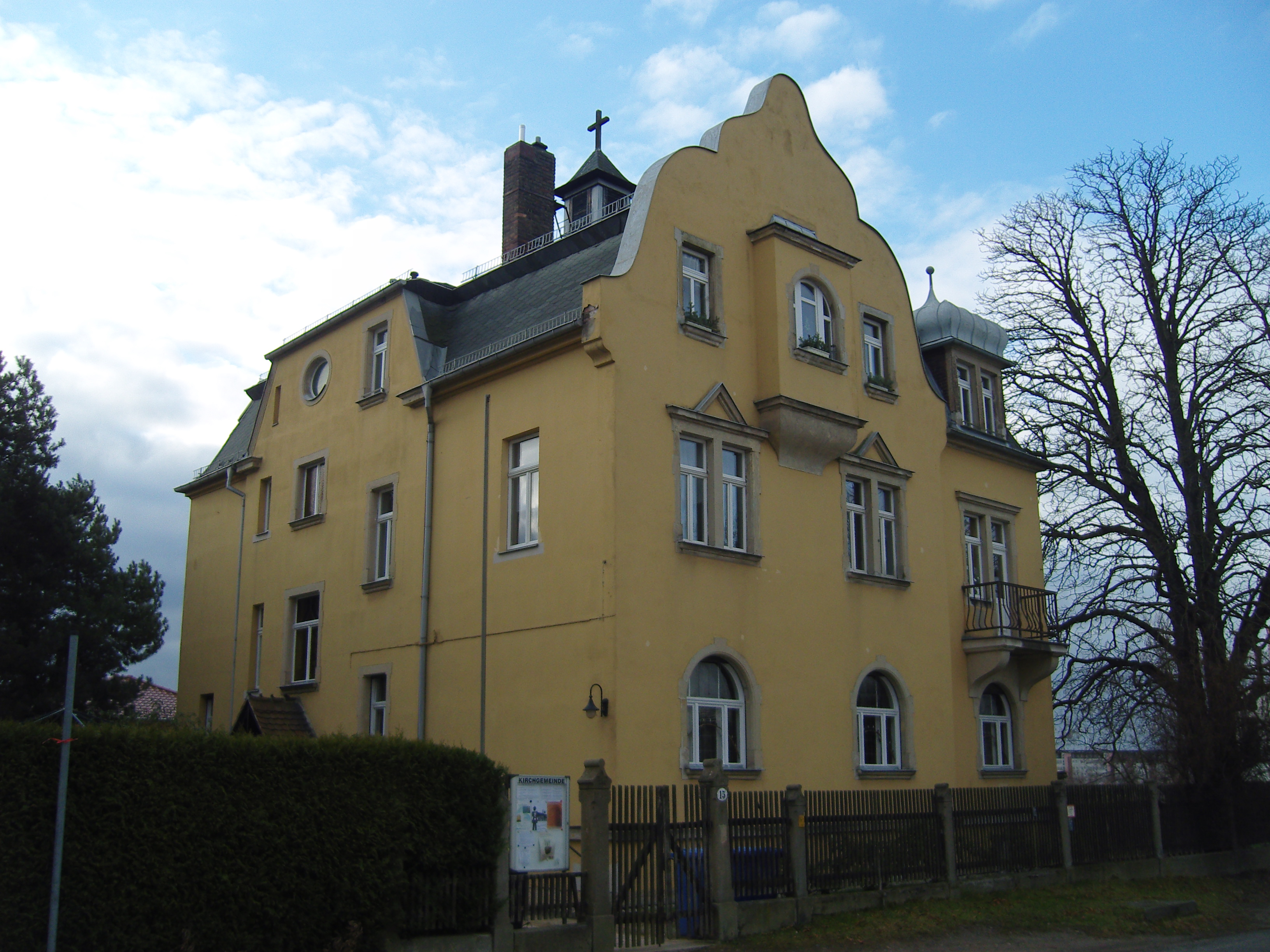
Hübels Wohnhaus 1910–1926

Hübel wohnte ab spätestens 1906 bis zu seinem Tod in Dresden-Mickten in dem nach eigenen Plänen und mit Elementen des Jugendstils erbauten großzügigen Mehrfamilienwohnhaus Homiliusstraße 15, dem späteren Gemeindehaus der Emmaus-Gemeinde Kaditz. Diese Mietvilla gehörte ihm, und er betrieb dort sein Büro für Architektur und Bauausführungen.

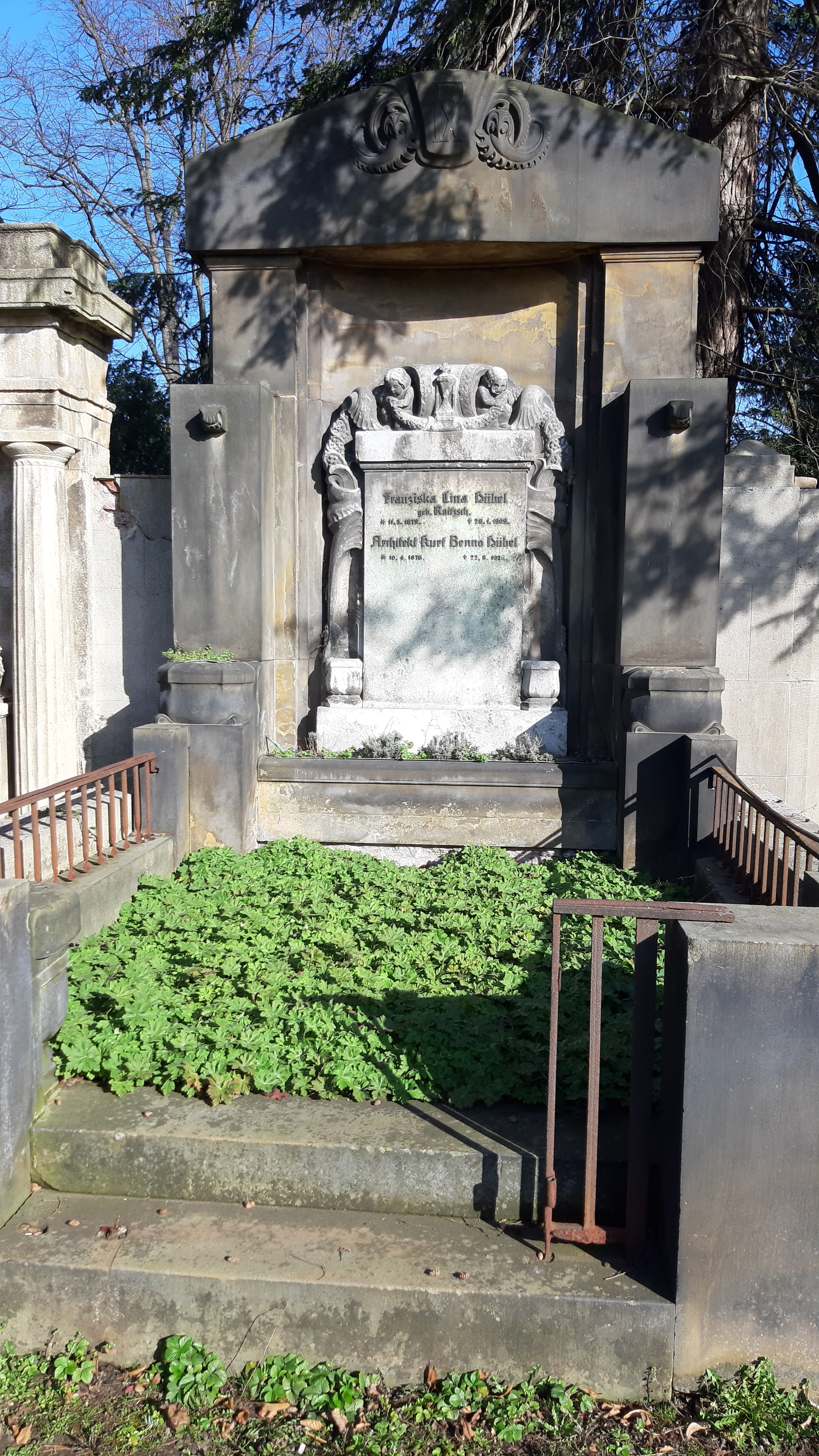
Hübels Grab auf dem Friedhof Spitzhausstraße

1926 starb er im Diakonissenkrankenhaus und wurde in der Nähe seiner Wohnung auf dem Mittleren Friedhof an der Serkowitzer Straße der Kaditzer Emmauskirche beerdigt.

## Werke (Auswahl)
- 1898: Ballhaus Watzke in Mickten, Kötzschenbrodaer Straße 1
- 1904: Mehrfamilienwohnhaus für Heinrich Vetters in Radebeul, Gartenstraße 34
- 1906: Mietvilla Franke & Berghold in Radebeul, Gartenstraße 46
- 1912: Bauausführung der Apotheke Weißes Roß in Serkowitz, Straße des Friedens 60 (nach Entwurf von Oskar Menzel)